# Domus de janas di Campu Perdu
Le domus de janas di Campu Perdu sono delle domus de janas presenti nell'isola dell'Asinara.

## Il sito
Sono entrambe costruite negli anfratti dell’unica vena di calcare morbido presente sull’isola nei pressi della ex-diramazione carceraria agricola di Campu Perdu